# Bico-aberto
O bico-aberto, cegonha-de-bico-aberto-africana ou bico-aberto-africano (Anastomus lamelligerus) é uma espécie de cegonha da família Ciconiidae.

## Distribuição geográfica
Pode ser encontrada nos seguintes países: Angola, Benin, Botswana, Burkina Faso, Burundi, Camarões, República Centro-Africana, Chade, República do Congo, República Democrática do Congo, Costa do Marfim, Guiné Equatorial, Eritreia, Etiópia, Gabão, Gana, Quénia, Libéria, Madagáscar, Malawi, Mali, Mauritânia, Moçambique, Namíbia, Níger, Nigéria, Ruanda, Senegal, Serra Leoa, Somália, África do Sul, Sudão, Suazilândia, Tanzânia, Togo, Uganda, Zâmbia e Zimbabwe.